# 알렉산드라 넬델

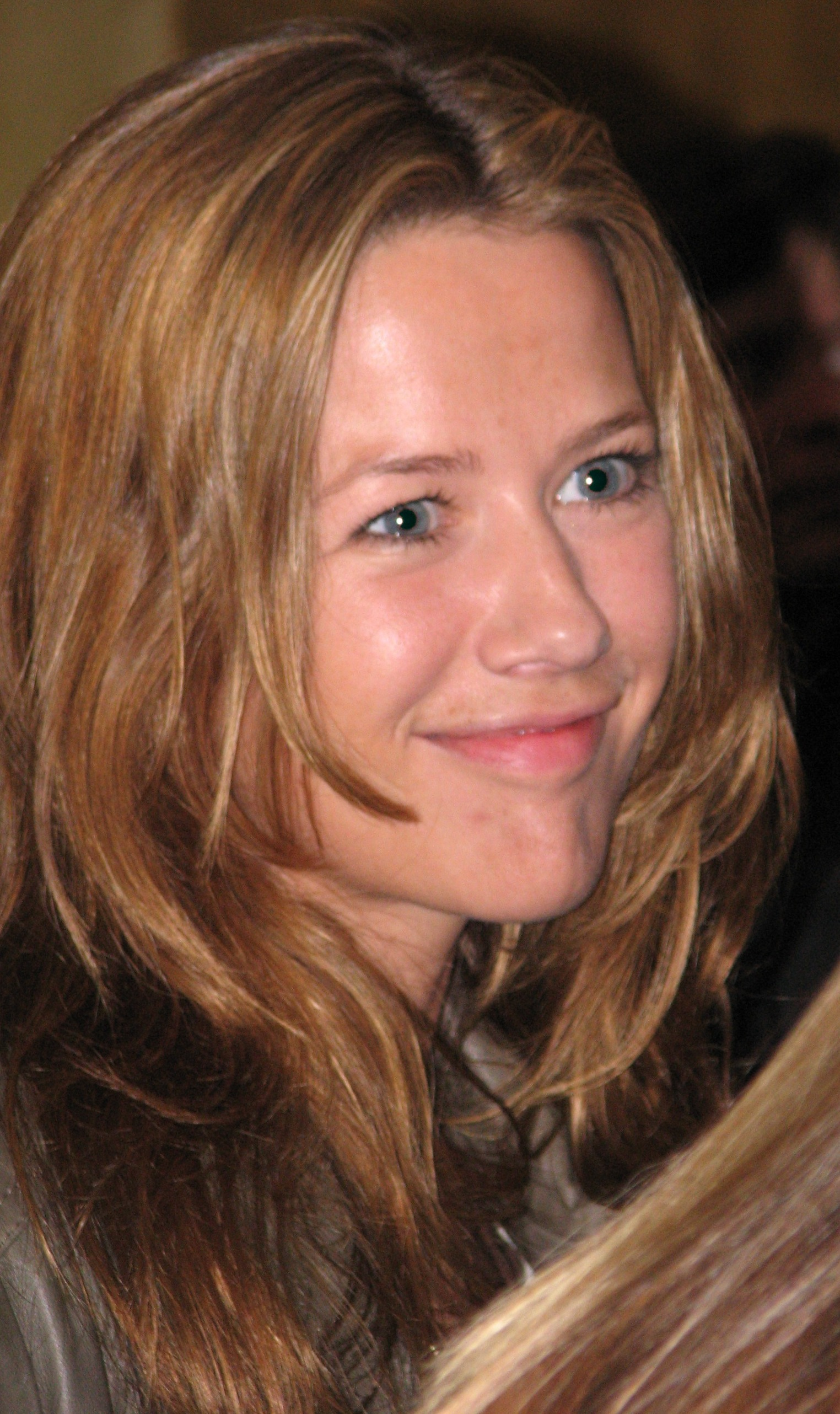

알렉산드라 넬델(Alexandra Neldel, 1976년 2월 11일 ~ )은 독일의 배우, 영화배우, 성우이다.
베를린에서 태어났다.

## 영화
- 매춘부 한나 (2010년) - 마리 샤러 역
- 봄의 멜로디 (2008년)
- 맨발 (2005년)
- 데이브 가트 크누트 (2003년)
- 플래시백 (2000년)